# Chamaelirium luteum
Chamaelirium luteum (L.) A.Gray – gatunek roślin z monotypowego rodzaju Chamaelirium z rodziny melantkowatych, występujący w Ameryce Północnej, od Ontario w Kanadzie do wschodniego wybrzeża Stanów Zjednoczonych. Jest to popularna roślina lecznicza, której kłącze stosowane jest w szeregu chorób kobiecych.

## Morfologia
PokrójRośliny zielne, męskie osiągające wysokość 15–35 cm, żeńskie osiągające wysokość 30–60 cm w czasie kwitnienia i 150 cm w czasie owocowania.
ŁodygaPędem podziemnym jest krępe, węzłowate kłącze. Pęd naziemny wzniesiony do zwieszonego, gładki, nierozgałęziony, pusty w środku.
LiścieLiście wiecznie zielone, odziomkowe, ogonkowe, tworzące rozetę i łodygowe, siedzące, zredukowane. Blaszki liści odziomkowych łopatkowate do odwrotnielancetowatych, o tępym wierzchołku i klinowatej, zwężającej się do szerokiego ogonka nasadzie, całobrzegie lub o lekko falistych brzegach, osiągające wymiary 5–20×1,5–6 cm. Liście łodygowe odwrotnielancetowate do równowąskich, o wymiarach 3–8×1–1,5 cm.
KwiatyRośliny zwykle dwupienne. Kwiaty jednopłciowe, rzadko obupłciowe, zebrane w grono, rzadziej w kłos. Kwiatostan u roślin męskich o długości 7–15 cm, ze zwieszonym wierzchołkiem, u roślin żeńskich osiągający długość do 35 cm. Okwiat pojedynczy, trwały, 6-listkowy. Listki okwiatu wąsko równowąsko-łopatkowate, białe do zielonkawo-białych, żółknące, 1-żyłkowe, o długości 3–4 mm w przypadku kwiatów męskich i 2–3 mm w przypadku kwiatów żeńskich. Miodniki nieobecne. Kwiaty męskie rozbieżne, o dimorficznych, spłaszczonych nitkach i białych, 2-pylnikowych, podługowato-odwrotnielancetowatych główkach, szypułkowe. Kwiaty żeńskie białe, o eliptycznej do odwrotnie jajowatej, trzykomorowej, silnie trójklapowej, górnej zalążni, przechodzącej w trzy zakrzywione, równowąsko-maczugowate szyjki słupków, o długości 1,5–2 mm, zakończone siedzącymi, brodawkowatymi doosiowo znamionami.
OwoceJajowato-podługowate, trzykomorowe torebki o wymiarach 7–14×5–6 mm, pękające przez środek każdej komory. Nasiona od 2 do 4 w każdej komorze, czerwonawo brązowe, równowąsko-podługowate, z szeroką, skrzydełkowatą osłonką.

## Biologia i ekologia
RozwójByliny, hemikryptofity lub geofity ryzomowe. Kwitną od późnej wiosny do lata.
SiedliskoWilgotne łąki, zarośla i zalesione zbocza, na wysokości od 0 do 1100 m n.p.m.
Cechy fitochemiczneW tkankach tych roślin, szczególnie kłączach i korzeniach, obecne są saponiny sterydowe, przede wszystkim chamaeliryna i diosgenina, będąca prekursorem progesteronu.
Genetyka

## Systematyka
Według Angiosperm Phylogeny Website (aktualizowany system APG IV z 2016) rodzaj ten zaliczany jest do podrodziny Chionographideae w rodzinie melantkowatych (Melanthiaceae), należącej do rzędu liliowców (Liliales) zaliczanych do jednoliściennych (monocots).

## Nazewnictwo
Toponimia nazwy naukowejNazwa naukowa rodzaju pochodzi od greckich słów χαμαι (chamai – na podłożu, przyziemny) i λειριον (leirion – tulipan, roślina z rodziny liliowatych), odnosząc się do formy życiowej tych roślin. Epitet gatunkowy w języku łacińskim oznacza żółknący, odnosząc się do zmiany barwy okwiatu po przekwitnięciu.
Nazwy zwyczajoweW języku angielskim roślina ta określana jest jako blazing-star, devil’s-bit, fairy-wand, rattlesnake-root, false unicorn.
Synonimy
- synonimy nomenklatoryczne:
  - Veratrum luteum L. (bazonim)
  - Melanthium luteum (L.) Thunb.
  - Helonias lutea (L.) Ker Gawl.
  - Dasurus luteus (L.) Salisb.
  - Chionographis lutea (L.) Baill.
  - Siraitos luteus (L.) F.T.Wang & Tang
- synonimy taksonomiczne:
  - Melanthium dioicum Walter
  - Helonias pumila Jacq.
  - Chamaelirium carolinianum Willd.
  - Helonias dioica (Walter) Pursh
  - Ophiostachys virginica Delile
  - Diclinotrys albiflorum Raf.
  - Veratrum flavum Herb. ex Schult. & Schult.f.
  - Abalon albiflorum Raf.
  - Chamaelirium luteum Miq.
  - Chamaelirium obovale Small

## Zagrożenie i ochrona
Gatunek w Stanach Zjednoczonych uznany globalnie za bezpieczny. W Kanadzie uznany za wymarły. W Connecticut, Delaware, Illinois, Indiana, Massachusetts i Nowym Jorku uznany za krytycznie zagrożony wymarciem. Jedynie w Zachodniej Wirginii i Północnej Karolinie gatunek ten uznawany jest za bezpieczny i szeroko rozpowszechniony. Pędy podziemne tych roślin, stosowane w ziołolecznictwie, są przedmiotem handlu. Szacuje się, że 90% tego surowca pochodzi od roślin rosnących dziko. Gatunek ten jest również zagrożony ograniczeniem siedlisk, związanym z wyrębem lasów i zmianami hydrologicznymi.

## Zastosowanie
Rośliny leczniczeKłącza i korzenie tej rośliny były tradycyjnym surowcem leczniczym rdzennej ludności Ameryki Północnej. Kłącza były żute w celu złagodzenia bólu brzucha, skurczy menstruacyjnych oraz objawów wczesnej ciąży. Był on również stosowany jako lekarstwo w razie różnorakich problemów z układem rozrodczym kobiet, w tym w razie zagrożonej ciąży. Poza chorobami kobiecymi surowiec ten był stosowany jako lekarstwo na wrzody, choroby weneryczne oraz jako środek przeciwrobaczy. Obecnie roślina ta nadal jest popularną rośliną leczniczą, stosowaną w problemach menstruacyjnych (brak miesiączki, krwawienia miesięczne z towarzyszącymi silnymi bólami kolkowymi, białe upławy etc.), torbielach jajnika oraz pomocniczo przy zaburzeniach związanych z przekwitaniem. Środek ten wykazuje działanie adaptogenne, diuretyczne, wymiotne, ogólnie wzmacniające, wzmacniające układ rozrodczy i przeciwrobacze. W dużych dawkach może działać toksycznie na mięsień sercowy. Nie przeprowadzono badań farmakologicznych tej rośliny, jednak prawdopodobnie zawarte w niej związki chemiczne zwiększają produkcję gonadotropiny kosmówkowej.
Rośliny ozdobneW Stanach Zjednoczonych Chamaelirium luteum jest rośliną uprawianą zarówno w celu pozyskania surowca leczniczego, jak i z uwagi na atrakcyjne kwiatostany, jako roślina ogrodowa